# Maintenay
Maintenay (Aussprache [mɛ̃tˈnɛ]) ist eine französische Gemeinde mit 453 Einwohnern (Stand: 1. Januar 2022) im Département Pas-de-Calais in der Region Hauts-de-France. Sie gehört zum Arrondissement Montreuil und zum Gemeindeverband Les 7 Vallées. Die Einwohner werden Maintenois und Maintenoises genannt.

## Lage
Die Gemeinde Maintenay liegt im Südwesten des Artois am rechten Ufer des Flusses Authie, der hier die Grenze zum Département Somme bildet, wenige Kilometer vor dessen Mündung in den Ärmelkanal. Die Badeorte Berck und Fort-Mahon-Plage befinden sich ca. 20 Kilometer westlich von Maintenay. Nachbargemeinden von Maintenay sind Buire-le-Sec im Norden, Saint-Rémy-au-Bois im Osten, Saulchoy im Südosten, Argoules im Süden, Nampont im Südwesten, Roussent im Westen sowie Boisjean im Nordwesten.

## Bevölkerungsentwicklung
| Jahr      | 1962 | 1968 | 1975 | 1982 | 1990 | 1999 | 2006 | 2012 | 2022 |
| Einwohner | 429  | 375  | 401  | 405  | 381  | 322  | 370  | 391  | 453  |

## Sehenswürdigkeiten
- Kirche Saint-Nicolas, deren Chor und Querschiff seit 1926 unter Denkmalschutz stehen.[1]
- Kapelle Notre-Dame-de-Bonsecours
- Schloss
- Wassermühle von Maintenay, ursprünglich aus dem 12. Jahrhundert, restauriert und in ein kleines Museum umgewandelt, das im Sommerhalbjahr jeweils am Nachmittag besichtigt werden kann.

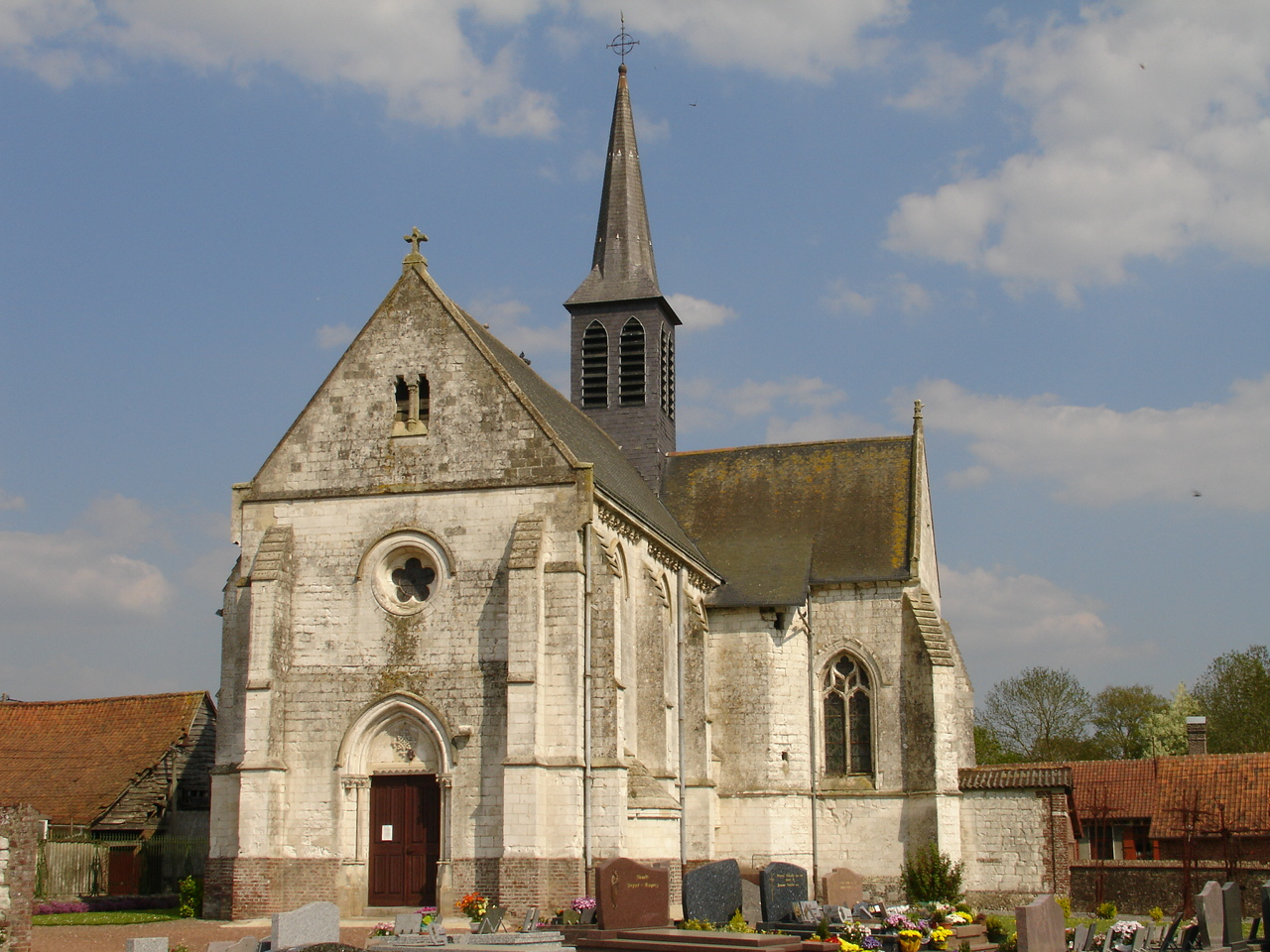
Kirche Saint-Nicolas
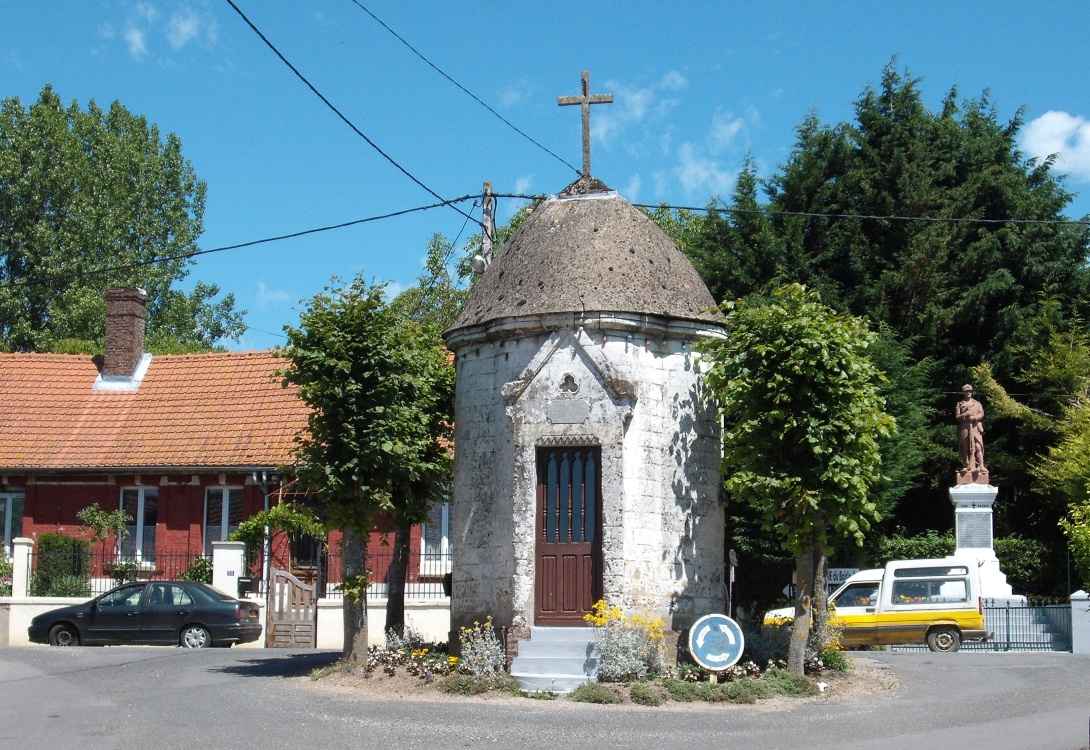
Kapelle Notre-Dame-de-Bonsecours
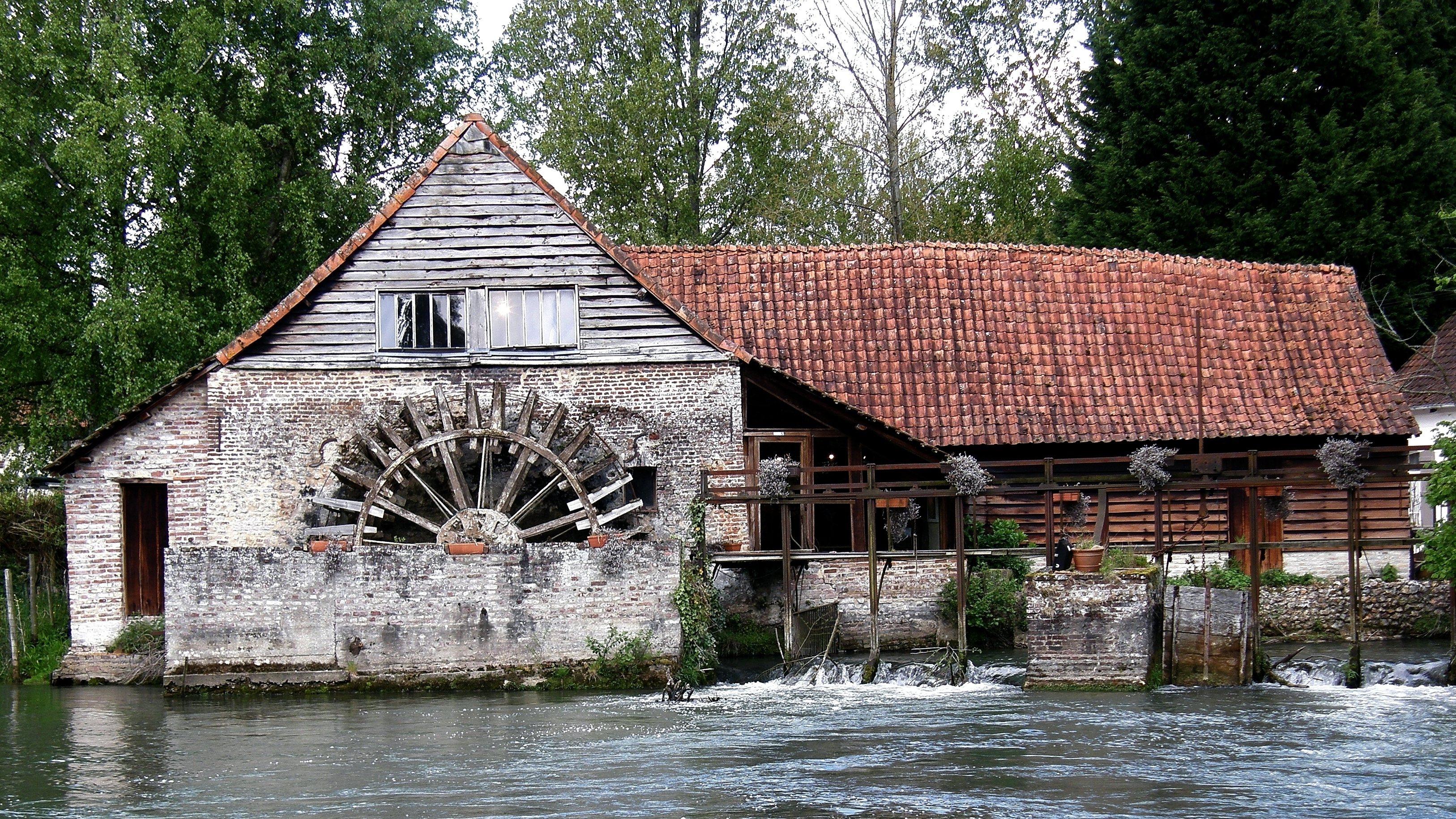
Wassermühle
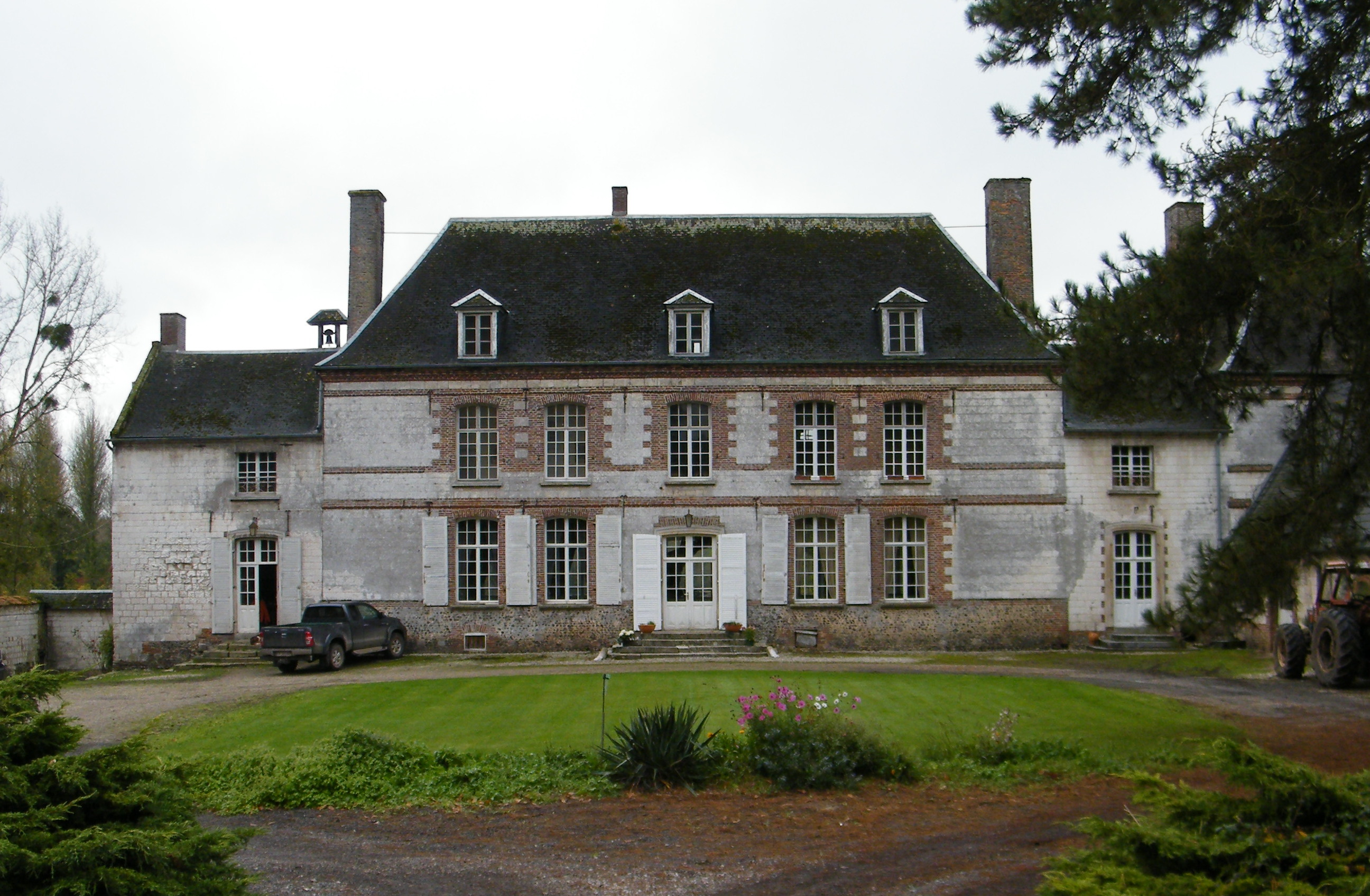
Schloss
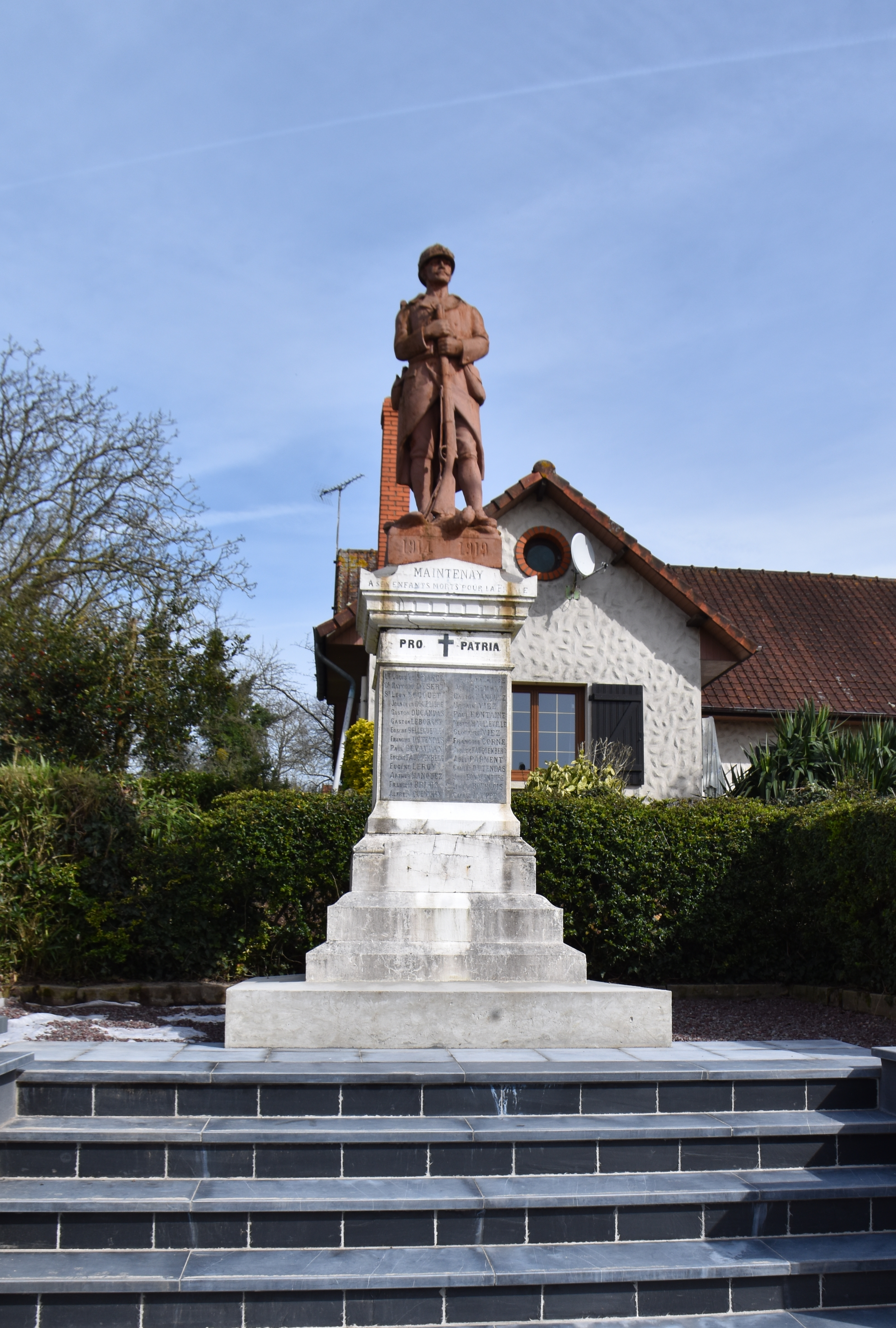
Gefallenendenkmal

## Belege
1. ↑  Eintrag Nr. PA00108339 in der Base Mérimée des französischen Kulturministeriums (französisch)